# Tseajaia campi
Tseajaia campi è un vertebrato terrestre estinto, appartenente al gruppo dei diadectomorfi. Visse nel Permiano inferiore (circa 290 milioni di anni fa); i suoi resti sono stati ritrovati in Utah e Nuovo Messico.

## Descrizione
L'aspetto di questo animale doveva essere un incrocio tra quello di un varano e quello di una grossa salamandra; le dimensioni raggiungevano il metro di lunghezza. Il corpo era relativamente snello e allungato, e ai suoi lati vi erano zampe corte e adatte a una locomozione terrestre. La coda era anch'essa allungata, mentre la testa era di forma vagamente triangolare e dotata di orbite piuttosto grandi.

## Classificazione
La tseajaia apparteneva a quel gruppo di tetrapodi arcaici noti come diadectomorfi, vissuti tra il Carbonifero e il Permiano, variamente accostati ai rettili e agli anfibi ma dalle caratteristiche intermedie. In particolare, la tseajaia è considerata vicina all'origine dei diadectidi veri e propri, grossi animali dalle forme pesanti e dalla dieta erbivora. Molte caratteristiche dello scheletro, inoltre, fanno pensare che Tseajaia e i diadectidi fossero vicini all'origine degli amnioti. Il nome Tseajaia deriva dalle parole Navajo "Tse Ajai", che significano "cuore di roccia".